# Лихачево (Ленинградская область)
Лихачево — деревня в Ганьковском сельском поселении Тихвинского района Ленинградской области.

## История
В начале XX века деревня административно относилась к Куневичской волости 2-го земского участка 2-го стана Тихвинского уезда Новгородской губернии.

ЛИХАЧЕВО — выселок Казаломского общества, дворов — 2, жилых домов — 4, число жителей: 12 м. п., 9 ж. п.
 
Занятия жителей — земледелие, лесные промыслы. Река Капша. (1910 год)

Деревня Лихачево на карте 1932 года

Согласно карте Ленинградской области Северо-западного аэрогеодезического треста ГГУ издания 1932 года деревня насчитывала 4 крестьянских двора.
По данным 1933 года деревня Лихачево входила в состав Ерёминогорского сельсовета Капшинского района.
По данным 1966, 1973 и 1990 годов деревня Лихачево также входила в состав Ерёминогорского сельсовета.
В 1997 году в деревне Лихачево Ерёминогорской волости проживали 2 человека, в 2002 году — 1 человек (русский).
В 2007 году в деревне Лихачево Ганьковского СП проживали 4 человека, в 2010 году — также 4.

## География
Деревня расположена в центральной части района на автодороге 41А-009 (Лодейное Поле — Тихвин — Чудово).
Расстояние до административного центра поселения — 5 км.
Расстояние до ближайшей железнодорожной станции Тихвин — 48 км.
Деревня находится на левом берегу реки Капша.

## Демография
| 2007 | 2010 | 2017 |
| ---- | ---- | ---- |
| 4    | →4   | ↗12  |

### Национальный состав
Согласно данным Всероссийской переписи населения 2002 года в деревне проживал 1 человек, русский.
Согласно данным Всероссийской переписи населения 2021 года в деревне проживали 13 человек, из них: русские — 7, киргизы — 6 человек.